# Nicole Maurer (Fußballspielerin)
Nicole Maurer (* 30. Januar 1993) ist eine ehemalige deutsche Fußballspielerin, die zuletzt beim FC Bayern München unter Vertrag stand.

## Karriere
Über ihren Bruder zum Fußball gebracht, begann Maurer bereits im Alter von sieben Jahren beim TSV Oberalting Seefeld mit dem Fußballspielen und wechselte 2006 in die E-Jugend des TSV Gilching. 2007 wurde sie vom FC Bayern München verpflichtet, für deren U-17-Mannschaft sie als 14-Jährige am 23. September 2007 (2. Spieltag) beim 20:0-Sieg im Auswärtsspiel gegen Sentilo-Blumenau in der Kreisliga U-17-Junior debütierte. In ihren acht Kreisligaspielen bis 27. April 2008 lautete das Torverhältnis 80:1. Das einzige Tor musste sie am 7. Oktober 2007 (4. Spieltag) beim 7:1-Sieg im Heimspiel gegen den FC Phönix Schleißheim in der 75. Minute hinnehmen. Dafür gelang es ihr als Torfrau ein Tor zu erzielen, ihr einziges: Am 12. April 2008 (8. Spieltag) beim 9:0-Erfolg im Auswärtsspiel gegen die Münchner SpVgg verwandelte sie per Strafstoß in der 37. Minute zum zwischenzeitlichen 7:0.
Am 31. Mai 2008 wirkte sie einmal im Spiel um die Bayerische Meisterschaft mit (6:0 beim 1. FC Nürnberg), am 21. September 2008 absolvierte sie ein Spiel in der Bezirksoberliga der U-17-Juniorinnen (8:0 beim FC Ingolstadt 04), vom 28. September bis 15. November 2008 spielte sie sechsmal in der Bayernliga Süd und vom 12. September 2009 bis 8. Mai 2010 siebenmal in der Bayernliga. Ihr Debüt in der 2. Bundesliga gab sie am 25. April 2010 (20. Spieltag) in einem torreichen Spiel: Ihre Mannschaft verlor beim FCR 2001 Duisburg II mit 5:7 (4:6). In den Folgespielzeiten kam sie nur ein- bzw. zweimal zum Einsatz und ab der Saison 2012/13 regelmäßig. Gelegentlich verstärkt sie auch die erste Mannschaft, wie bei ihrem Debüt am 11. September 2010 (5. Spieltag) beim 4:0-Sieg im Bundesliga-Auswärtsspiel gegen den FF USV Jena. Die drei aufeinander folgenden Bundesligaspiele, die sie bestritt, wurden nicht verloren.

## Erfolge
- Meister der Regionalliga Süd 2009 und Aufstieg in die 2. Bundesliga Süd
- Bayerischer U-17-Meister 2007,[5] 2008,[6] 2009[7]